# Голофразис
Голофразис, голофрасис, голофраза (от др.-греч. ὅλος 'целый' и φράσις 'выражение') — отдельное слово, функционирующее как фраза, или фраза, функционирующая как слово.
В современной лингвистике термин толкуется неоднозначно: под ним может пониматься как способ словообразования (разновидность сращения), результатом которого является слово с новой семантикой, отличной от семантики производящей базы, так и сугубо графический приём объединения нескольких слов в одно путём устранения пробелов. Чаще всего голофрастические конструкции представляют собой окказионализмы, созданные путём объединения всех слов предложения или группы предложений
в одну единицу со слитным или дефисным написанием. Широко распространённые в английском, русском и немецком языках, голофрастические конструкции часто используются в художественных текстах благодаря своей ёмкости, экспрессивности и ярко выраженной оценочности: «Евгений Ильич в костюме „выпонимаетескемимеетедело“…»; «I-am-not-that-kind-of-a-girl look» и т. п. Начиная с 2000-х годов заметно возросла продуктивность голофразиса как словообразовательной модели в интернет-дискурсе (см., например, «ихтамнет»).
В детской речи под голофразой понимается слово, по смыслу эквивалентное предложению: подобные слова часто встречаются в речи маленьких детей. Важнейшая характеристика голофразы как специфической единицы детской речи — её синкретичность: голофраза представляет собой одновременно и слово, и высказывание, и текст, стремясь к целостному, недифференцированному именованию ситуации или события. Подобные образования сугубо ситуативны и вне конкретной ситуации лишены смысла (так, би-би в речи ребёнка может означать и саму машину, и издаваемый ей звук, и отдельную её часть — например, колесо).